# Kyrie (singel)
Kyrie – ballada rockowa zespołu Mr. Mister, wydana w 1985 roku jako singel promujący album Welcome to the Real World.

## Powstanie
Kyrie eleison jest formułą modlitewną używaną w chrześcijaństwie. Wokół piosenki Mr. Mister narosła miejska legenda, jakoby napisał ją Richard Page po tym, gdy został zaatakowany. W rzeczywistości tekst napisał John Lang, zainspirowany nabożeństwami w kościele w Phoenix w czasach dzieciństwa. Richard Page twierdził, że piosenka jest modlitwą. „Kyrie” powstało podczas wspólnej trasy koncertowej z Adamem Antem.
Do piosenki został nakręcony teledysk w reżyserii Nicka Morrisa. Klip powstał w grudniu 1985 roku, kiedy Mr. Mister towarzyszył Tinie Turner podczas jej trasy Private Dancer Tour. Teledysk został zrealizowany podczas koncertu w Hollywood Sportatorium w Pembroke Pines. Ponadto dodano sceny na pobliskiej plaży, a także związane z koncertowaniem – jazda limuzyną czy wchodzenie do przebieralni.

## Odbiór
Piosenka stała się hitem, zajmując m.in. pierwsze miejsce na liście Billboard Hot 100. Utwór zajął ponadto 484. miejsce na liście „Billboardu” Hot 100 60th Anniversary Chart, zestawiającej wszystkie piosenki notowane na listach Billboardu od 1958 roku.
| Lista             | Pozycja | Źródło |
| ----------------- | ------- | ------ |
| Austria           | 5       | [ 4 ]  |
| Belgia            | 7       | [ 4 ]  |
| Europa            | 4       | [ 5 ]  |
| Holandia          | 7       | [ 4 ]  |
| Irlandia          | 6       | [ 6 ]  |
| Kanada            | 1       | [ 7 ]  |
| Niemcy            | 7       | [ 4 ]  |
| Norwegia          | 1       | [ 4 ]  |
| Nowa Zelandia     | 30      | [ 4 ]  |
| Polska            | 4       | [ 8 ]  |
| Stany Zjednoczone | 1       | [ 2 ]  |
| Szwajcaria        | 3       | [ 4 ]  |
| Szwecja           | 6       | [ 4 ]  |
| Wielka Brytania   | 11      | [ 2 ]  |